# Edvard Ellingsen

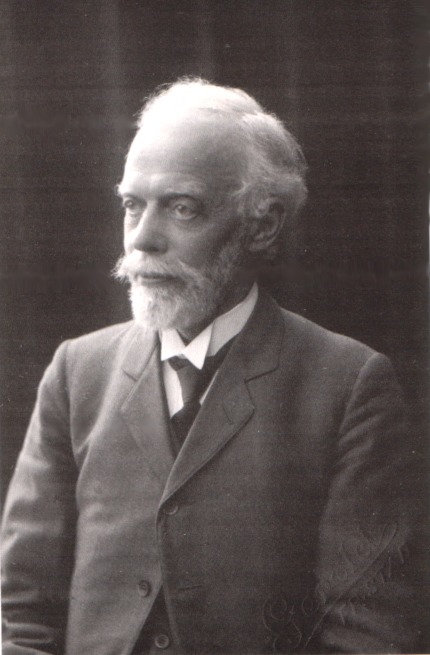
Edvard Ellingsen

Edvard Ellingsen (* 1855 in Fredrikstad; † 1938) war ein  norwegischer Ingenieur, Pädagoge, Arachnologe und Entomologe. 

## Leben
Edvard Ellingsen wurde in Fredrikstad geboren. Er war graduierter Ingenieur, arbeitete später jedoch als Lehrer an der Mittelschule von Kragerø. An derselben Schule unterrichtete auch Johan T. Ruud, der sich für Land- und Süßwasserschnecken (Wasserlungenschnecken; Basommatophora) interessierte.
Ellingsen galt zu seiner Zeit als einer der bedeutendsten Amateurzoologen. In seinen frühen Arbeiten beschäftigte er sich mit Tausendfüßern (Myriapoda), später arbeitete er über Weberknechte (Opiliones). Sein Interessenschwerpunkt verlagerte sich dann zu Pseudoskorpionen, und er wurde ein international anerkannter Spezialist für diese Tiergruppe. Er bearbeitete Funde aus der ganzen Welt, darunter solche aus Italien, Frankreich, Südafrika, Asien und Südamerika.
1904 gehörte er zu den Gründungsmitgliedern der Norwegischen Entomologischen Vereinigung („Norsk Entomologisk forening“).

## Veröffentlichungen
Edvard Ellingsen verfasste zahlreiche Publikationen. Der Artikel über Weberknechte Norske Opiliones og deres geografiske utbredelse (Norwegische Weberknechte und ihre geographische Verbreitung) galt als das grundlegende Werk über diese Tiergruppe in Norwegen. Insbesondere werden aber seine vielen Veröffentlichungen zum Thema Pseudoskorpione bedeutungsvoll bleiben.